# Lovill Bluff
Das Lovill Bluff ist ein Kliff aus Fels und Eis am westlichen Ende der Siple-Insel vor der Bakutis-Küste des westantarktischen Marie-Byrd-Lands. Es ragt 22 km südwestlich des Gipfels von Mount Siple auf und markiert die Nordseite der Einfahrt zur Pankratz Bay.
Der United States Geological Survey kartierte es anhand eigener Vermessungen und Luftaufnahmen der United States Navy aus den Jahren von 1959 bis 1965. Das Advisory Committee on Antarctic Names benannte es 1966 nach James E. Lovill, Meteorologe des United States Antarctic Research Program auf der Byrd-Station im Jahr 1965.